# Mali preimperial

Mapa del Imperio de Ghana, en la época del Mali preimperial.

Mali preimperial comprende la historia del territorio, las gentes y los gobernantes que posteriormente formarían el Imperio de Mali. Abarca un período histórico que va, aproximadamente, desde comienzos del siglo X hasta mediados del siglo XIII. Su ámbito de influencia geográfico se encuentra en los actuales Mali, Mauritania y Senegal.